# ByTheWay
A ByTheWay egy magyar fiúegyüttes, a 2013-as X-Faktor 2. helyezettje és egyben a verseny 2. legsikeresebb csapata, mert 2017-ben Ricco&Claudia győzedelmeskedhetett.
A jelenlegi formáció a magyarországi X-Faktor negyedik évadában tűnt fel először, bár a korábbi szériákban így vagy úgy, de mindannyian szerepeltek már. A 2013-as évadban bejutottak az élő show-ba, mentoruk Szikora Róbert volt.

## A név eredete
Az együttes neve az angol "by the way" kifejezésből származik. Magyar jelentése: mellesleg, egyébként, apropó. A nevet Sziki barátnőjének húga találta ki egy koncerten, ahol még a csapat első változatának tagjai voltak együtt.

## Története
Patocska Olivér és Szikszai Péter már az X-Faktor 2011-es szériájában is kipróbálta magát, ám itt a válogatók során kiestek a versenyből még a tábor alatt. 2012-ben már "ByTheWay" néven a mentorházig jutott egy együttes, melyben 2 jelenlegi tag, Olivér és Péter már benne voltak, egy harmadik taggal – Rétvári Péter-, aki azóta kiszállt. A mentorok házában Nagy Feró úgy döntött, hogy nem viszi magával a fiúkat az élő showba. A versenyből való kiesés után azonban összeálltak Bencével és Ya Ou-val, akiket a táborban ismertek meg, és így alakult meg 2012. augusztus 18-án a négytagú felállása az együttesnek. 2014. augusztus 5-én Olivér bejelentette, hogy kiszáll az együttesből. A ByTheWay immáron három taggal folytatja tovább. A csapat első nagylemeze 2014 októberében készült el, melyet decembertől lehetett kapni a boltokban. Az album elérte az aranylemez minősítést. 2016-ban elindultak A Dalban a Free to Fly című dalukkal.
A csapat 2017 novemberében bejelentette, hogy feloszlanak. Búcsúkoncertjüket 2018. február 18-án tartották.

### A 2013-as X-Faktorban
A négy tagú formáció a 2013-as X-Faktorban tűnt fel, és a mentorok házának megpróbáltatását is sikerrel vette. Szikora Róbert továbbjuttatta a csapatot az élő showba.
A negyedik döntőben a fiúk azonban az utolsó két hely egyikén végeztek, amire a produkcióik, valamint az igen rövid idő alatt megnőtt rajongótábor alapján nem számított senki. Így végül párbajozni kényszerültek Csordás Ákossal. A párbaj után a mentorok döntetlenre szavaztak, és a nézői szavazatok döntöttek, miszerint a ByTheWay-nek kellett távoznia a versenyből.
A magyarországi X-Faktor történetében először azonban egy énekes (Bozsek Márk) visszalépett a versenytől, így helyére visszatérhetett a műsorba a legutolsó kieső — a ByTheWay. Ezzel újabb esélyt kaptak a bizonyításra, és már a következő héten újból ott állhattak a színpadon. Visszatérésük után minden adásban az 1. helyen végeztek, azaz ők kapták a legtöbb szavazatot a nézőktől.
Bejutottak a Fináléba, ahol 2. helyezést értek el, így a magyar X-Faktor legsikeresebb csapata voltak Ricco&Claudia 2017-es győzelméig.

## Tagjai
- Feng Ya Ou Ferenc (33 éves) – Győr, 1991. június 9.
- Szikszai Péter (38 éves) – Pécs, 1986. december 5.
- Vavra Bence (31 éves) – Szeged, 1994. január 30.

### Korábbi tagok
- Patocska Olivér (32 éves) – Budapest, 1992. május 4.

## Diszkográfia

### Kislemezek
| Cím           | Év   | Album részletei                      | Legmagasabb helyezés | Minősítés |
| Cím           | Év   | Album részletei                      | MAHASZ Top 40        | Minősítés |
| ------------- | ---- | ------------------------------------ | -------------------- | --------- |
| You've Got It | 2014 | - Megjelenés: 2014. március - Kiadó: | 2.                   |           |

### Nagylemez
| Cím          | Megjelenési év | Részletek                                 | Dalok, amelyeket tartalmaz | Extra dalok a lemezről |
| ------------ | -------------- | ----------------------------------------- | --- | --- |
| ....For life | 2014           | - Megjelenés: 2014. december 10. - Kiadó: | 1. Ébredj és élj 2. Álmodj még 3. Sose múló nyár 4. Scream 5. Enough 6. With you 7. Up to the stars 8. Hello 9. Gonna need me | 10. You've got it – acoustic version 11. One sleepless night 12. Summer in your eyes 13. You've got it 14. One sleepless night – remix |

## Az X-Faktorban elénekelt számok címe
- Robin Thicke feat. T.I. & Pharrell – Blurred Lines
- Tökéletes hang – Cup Song
- Toto – Africa
- Imagine Dragons – Radioactive
- Emeli Sandé – Read All About It, Pt. III
- Bruno Mars – Locked Out of Heaven
- James Morrison feat. Nelly Furtado – Broken Strings
- Mester Tamás – Szabadítsd fel!
- Natalie Imbruglia – Torn
- R-GO – Létezem
- Locomotiv GT – Embertelen dal
- Christina Aguilera, Lil’ Kim, Mýa és Pink – Lady Marmelade
- Ákos – Ilyenek voltunk
- Queen – Bohemian Rhapsody
- One Direction – One Way or Another (Teenage Kicks)
- Olly Murs – Troublemaker
- ABBA – The Winner Takes It All
- Bozsek Márk – Bless That Body
- Hevesi Tamás – Ezt egy életen át kell játszani
- Új út (A győztes dala)

## Saját dalok
- Scream (2013)
- Álmodj még (2014)
- You've got it (2014)
- Sose múló nyár (2014)
- Summer in your eyes (2014)
- Ébredj és élj (2014)
- Enough (2014)
- With you (2014)
- Up to the stars (2014)
- Hello (2014)
- Gonna need me (2014)
- One sleepless night (2014)
- Nem elég (2015)
- We don't talk about it (2015)
- Never let you down (2015)